# Nuotaea Village
Nuotaea Village är en ort i Kiribati.   Den ligger i örådet Abaiang och ögruppen Gilbertöarna, i den norra delen av landet, 60 km norr om huvudstaden Tarawa. Nuotaea Village ligger 10 meter över havet och antalet invånare är 481. Den ligger på ön Nuotaea.
Terrängen runt Nuotaea Village är mycket platt.  Nuotaea Village är det största samhället i trakten. 